# Lac de Bret
Der Lac de Bret ist ein 0,36 km² grosser See und Trinkwasserspeicher im Schweizer Kanton Waadt.

## Lage
Er liegt auf 674 m ü. M. im Mittelland nördlich des Genfersees, in einer Senke zwischen den Höhen des Tour de Gourze im Westen und des Mont Pèlerin im Osten, auf dem Gemeindegebiet von Puidoux.
Der See erstreckt sich in Richtung Südsüdwest-Nordnordost und ist rund 1,5 km lang und bis zu 400 m breit. Er besitzt eine Uferlänge von 4,1 km; die maximale Wassertiefe beträgt 13 m. Sein Einzugsgebiet ist lediglich 2 km² gross. Ursprünglich gehörte der Lac de Bret zum Einzugsbereich des Baches Forestay, der bei Rivaz in den Genfersee mündet. Unmittelbar nördlich des Seeufers befindet sich die europäische Hauptwasserscheide zwischen den Einzugsgebieten von Rhone und Rhein.
Während längerer Kälteperioden friert der Lac de Bret im Winter vollständig zu.

## Geschichte
Erstmals urkundlich erwähnt wird der Lac de Bret 1529 unter dem Namen Bryt. 1590 erschien die Bezeichnung Brel und 1650 Bruict. Der Name könnte vom althochdeutschen Wort brestan (brechen, bersten) abgeleitet sein.
Der natürliche Lac de Bret wurde mit einem Damm am Südende leicht aufgestaut, um mit dem abgeleiteten Wasser den mechanischen Antrieb der privaten Standseilbahn Lausanne–Ouchy in Lausanne zu ermöglichen. Um die Wasserzufuhr zu erhöhen, wurde 1875 vom Fluss Grenet, der jenseits der Wasserscheide in nur etwa 300 m Abstand am See vorbeifliesst, eine Wasserleitung zum See gebaut.
Heute dient der See mehreren Orten des Lavaux und der Stadt Lausanne als Trinkwasserspeicher. Östlich an den See schliesst der Golfplatz Golf de Lavaux an.

## Bilder

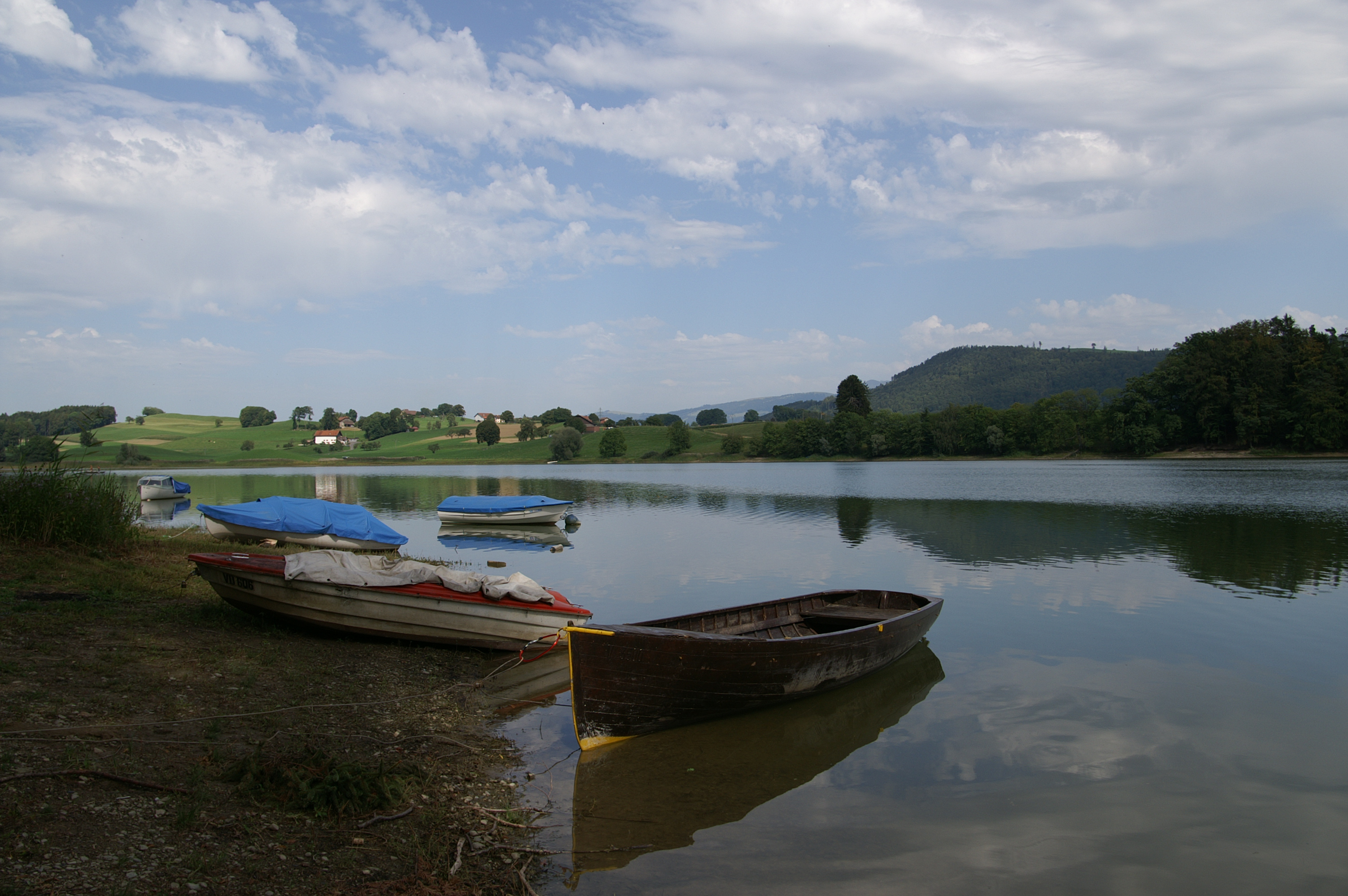
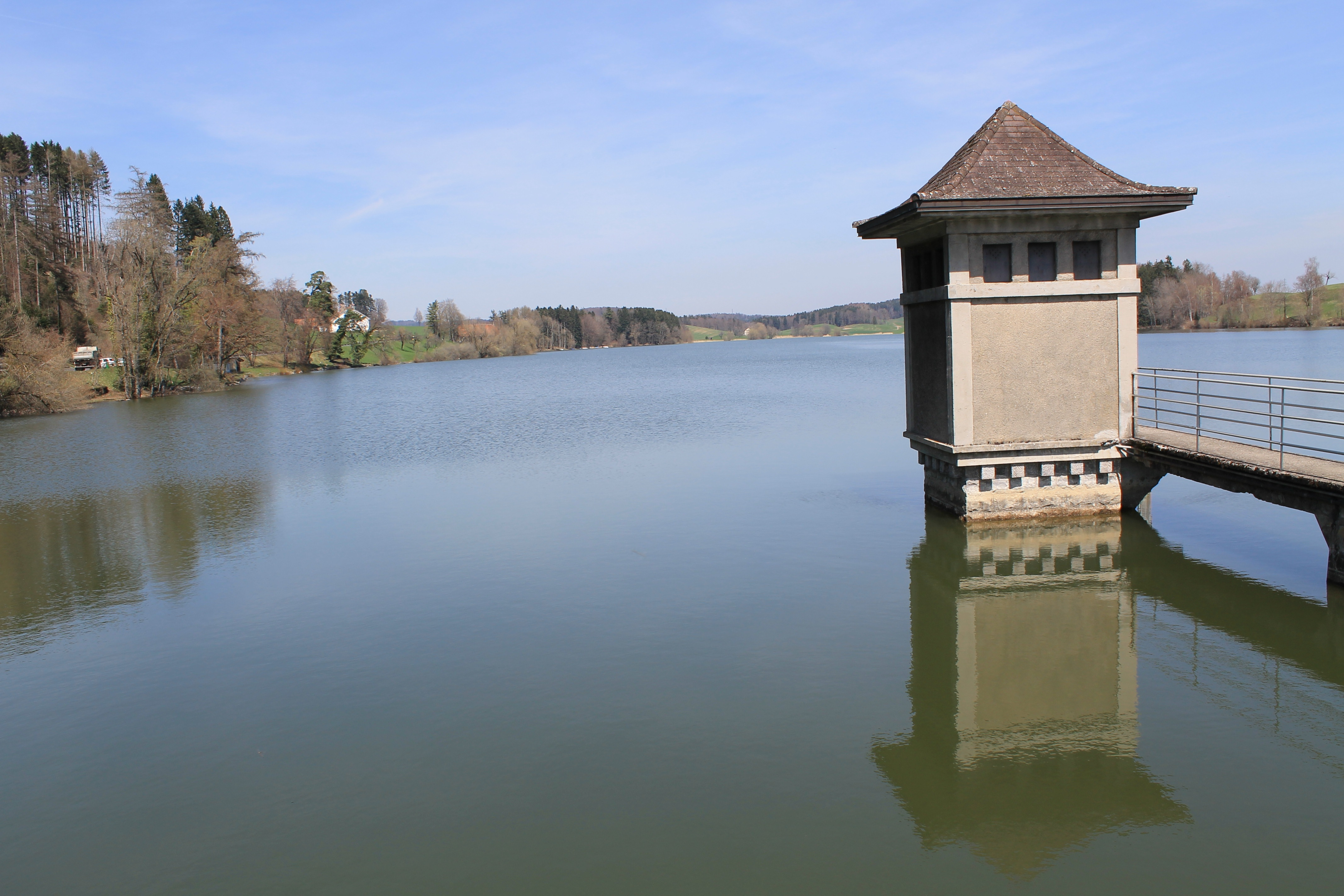